# Ceratocuma horridum
Ceratocuma horridum är en kräftdjursart som beskrevs av William Thomas Calman 1905. Ceratocuma horridum ingår i släktet Ceratocuma och familjen Ceratocumatidae. Inga underarter finns listade i Catalogue of Life.